# ديفيد وولشينسكي
ديفيد وولشينسكي (بالإنجليزية: David Wallechinsky) وُلد باسم ديفيد والاس في 5 فبراير 1948، هو مؤرخ شعبي أمريكي ومُعلق تلفزيوني، ومؤسس مشارك ورئيس سابق للجمعية الدولية لمؤرخي الألعاب الأولمبية (ISOH)، كما أنه المؤسس ورئيس التحرير لموقعي AllGov.com وworldfilmreviews.us.

## النشأة والتعليم
وُلد وولشينسكي في لوس أنجلوس بولاية كاليفورنيا في عائلة يهودية أمريكية، والده هو المؤلف وكاتب السيناريو الشهير إيرفينغ والاس ووالدته هي الكاتبة سيلفيا كاهن. شقيقته الصغرى إيمي والاس كانت كاتبة أيضًا واشتهرت بكتابها المتدربة الساحرة عن علاقتها بكارلوس كاستانيدا.
أعاد ديفيد اسم عائلته الأصلي "Wallechinsky" بعد أن اكتشف أنه الاسم الحقيقي لعائلته قبل تغييره.
تخرج من مدرسة باليساديس الثانوية في كاليفورنيا عام 1965، وكان زميلًا للناقد السينمائي والإذاعي مايكل ميدفيد، وكتب لاحقًا معه كتابًا بعنوان "ما الذي حدث حقًا لفصل 65؟".

## المسيرة المهنية
في عام 1975، شارك مع والده في تأليف كتاب الموسوعة الشعبية، وهو كتاب مرجعي يضم معلومات غير تقليدية وتاريخًا غير شائع، ولاحقًا ألف مع والده وشقيقته كتاب القوائم الذي أصبح من أكثر الكتب مبيعًا عالميًا.
زار الألعاب الأولمبية لأول مرة في روما عام 1960، وألهمته التجربة لتأليف كتاب شامل عن تاريخ الألعاب الأولمبية، نُشر أول مرة عام 1984 بعنوان الكتاب الكامل للأولمبياد، ولاحقًا تم تقسيمه إلى مجلدين منفصلين للألعاب الصيفية والشتوية. ساعده في تحرير الإصدارات الحديثة ابن أخيه جيمي لوكي.
في عام 1991، كان من الأعضاء المؤسسين للجمعية الدولية لمؤرخي الألعاب الأولمبية، وشغل منصب أمين الصندوق ثم نائب الرئيس ثم الرئيس.
أسس Wallechinsky موقع AllGov.com الذي يشرح ويحلل دور ومهام وكالات الحكومة الأمريكية، ويعرض وجهات نظر من اليسار واليمين حول أدائها.
كتب أيضًا سلسلة قوائم "أسوأ 10 دكتاتوريين في العالم" لمجلة Parade، ونشر عام 2006 كتابًا بعنوان طغاة: أسوأ 20 دكتاتورًا على قيد الحياة.

## الحياة الشخصية
تزوج من فلورا شافيز (1946–2023) ولهما ولدان: إيليا (مواليد 1983) وآرون (مواليد 1986). كلاهما يعمل في التصوير والتصميم.
يعيش بين سانتا مونيكا، كاليفورنيا، وجنوب فرنسا، ويتبع نظامًا غذائيًا نباتيًا.

## أعمال مختارة
- الموسوعة الشعبية (1975، مع إيرفينغ والاس)
- ما الذي حدث حقًا لفصل 65؟ (1976، مع مايكل ميدفيد)
- كتاب القوائم (1977، مع إيرفينغ وإيمي والاس)
- الكتاب الكامل للأولمبياد (1984، إصدارات متعددة)
- تقرير منتصف المدة: جيل فصل 65 (1986)
- طغاة: أسوأ 20 دكتاتورًا على قيد الحياة (2006)

## روابط خارجية
- قائمة أسوأ الدكتاتوريين على مجلة Parade
- مدونة وولشينسكي على هافينغتون بوست
- ديفيد وولشينسكي في قاعدة بيانات الأفلام على الإنترنت